# Mackinac híd
A Mackinac híd függőhíd az Amerikai Egyesült Államok Michigan államában, Mackinaw City mellett. Egyike a világ leghosszabb függőhídjainak: hosszúsága 8038 méter, a legnagyobb támaszköz 1158 méteres. 1957-ben nyílt meg a forgalom előtt.